# Typhochrestus simoni
Typhochrestus simoni là một loài nhện trong họ Linyphiidae.
Loài này thuộc chi Typhochrestus. Typhochrestus simoni được Roger de Lessert miêu tả năm 1907.